# 도쿄도의회의원선거

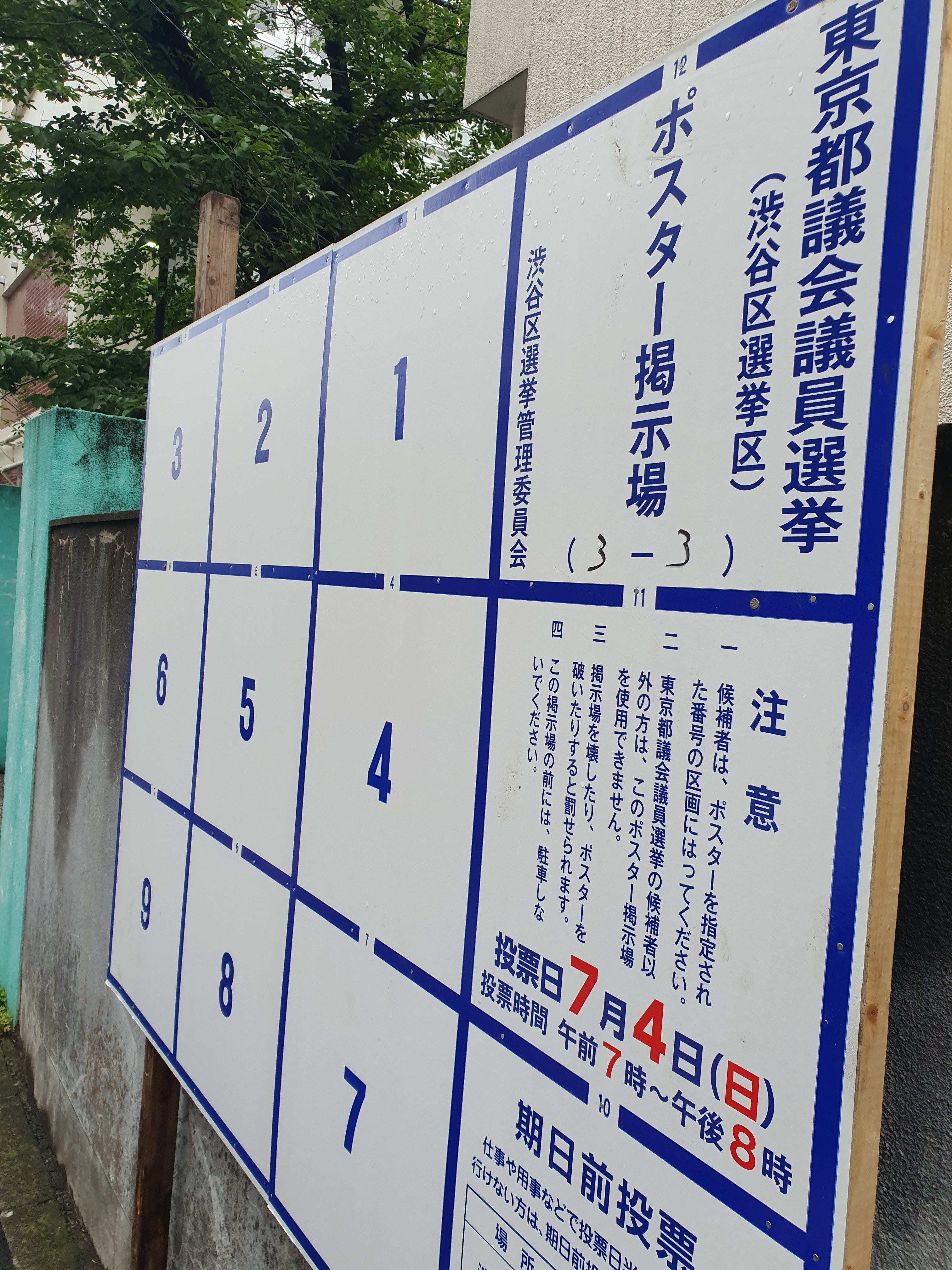

도쿄 도의회 의원 선거 (東京都議会議員選挙)는 일본의 지방자치단체, 도쿄도의 의결기관인 도쿄도의회를 구성하는 도쿄도의회의원을 선출하기 위해 실시되는 선거다.

## 요약
일개 지방 자치 단체의 의회 선거이지만, 전국 가장 많은 유권자가 거주하는 도쿄의 대형 선거로 선거 결과는 최근의 정치 지형을 반영하는 것으로 주목을 받아왔다 . 도쿄 도의원의 대규모 부패 사건으로 인한 대규모 재선거가 열려 전국동시지방선거에서 이탈한 1965년 (쇼와 40년)에는 제 7 회 참의원 의원 통상 선거가 동시에 치러졌다. 이후 3년 주기 참의원 선거와 4년 주기의 도의회 선거가 12년 간격으로 중첩되어 실시되고 있다. 따라서 두 선거가 같은 같은 해에 열리는 경우, 도쿄도 의원 선거는 참의원 선거의 전초전 성격이 강하다. 선거는 총선거 결과에도 영향을 미치기 때문에, 각 정당 모두 국정 선거만큼이나 힘을 선거에 힘을 쏟는다.

## 연혁
1943년 (쇼와 18년) 6 월의 도시 제 시행 도쿄도가 출범 한 직후 인 9 월에 제 1 회선거가 치러졌다 . 전후 일본 국헌법과 지방자치법의 시행에 따라 1947년 (쇼와 22년) 4 월에 제 2 회 도의회 의원 선거를 치뤘고, 의원 임기가 끝나는 4년마다 지방 선거의 한 하나로서 선거가 실시된다. 그러나 1965년 (쇼와 40년), 도쿄 도의회 검은 안개 사건 이 발각된다. 부패한 도의회에 대한 비판이 고조됨에 따라 의회 해산을 요구하는 주민 소환운동이 활발해져, 지방 공공 단체의 의회의 해산에 관한 특례법 에 의거하여 도의회가 해산된다. 같은해 7 월에 새로운 도의회를 뽑는 선거가 치러졌다. 따라서 도쿄도의회의 의원 선거는 전국 동시 지방 선거로 치러지는 것 대신 단독 지방 선거로 치러지게 되었다.

## 선거 제도
도쿄 도의회 선거구는 원칙적으로 구 ·시마다 설치된다.도내 설치된 선거구는 총  42 개 선거구이다 (일부 다마 지역, 도서 지역에서는 여러 시정촌이 모여 하나의 선거구를 형성하기도 한다). 선거구의 정수는 구 나 도시 인구에 따라 비례 배분된 1-8 명으로되어있다. 투표는 단기 비이양식 투표 제도로 선거권자가 후보자 중 1명에게만 투표하고, 가장 많은 득표를 한 후보자 순서대로 해당 선거구에 배정된 당선자 수 만큼 당선되는 투표 방식이다 .

## 선거 결과
1950년대까지는 자유 민주당과 일본 사회당 양대 정당이 의석 대부분을 차지하고 있었지만, 1963년 (쇼와 38년)의 도의원 선거에서 공명당의 전신 인 공명 정치 연맹이 진출, 1965년 (쇼와 40년)의 재선거에서 일본 공산당이 약진하고 이후의 도의원 선거에서 의석을 늘리는 등 다당화되는 추세였다. 2001년 (平成13年) 이후 도의원 선거에서 사회 민주당 이 사회당 시절부터 유지해온 의석을 모두 상실하고 공산당이 부진한 반면, 민주당이 강세를 보인다. 2009년 (2009년)의 도의원 선거에선 민주당이 원내 제1당을 차지한다. 그러나 2013년 ( 平成25년) 도의원 선거에서는 자민당이 원내 제1당의 자리를 회복하고 약진한 공산당과는 달리 민주당은 원내 제4당으로 전락한다. 2017년 (平成29년) 도의원 선거에서는 고이케 유리코 도지사가 이끄는 도민 퍼스트 회이가 약진하던 자민당에게서 원내 제1당의 자리를 빼앗고, 또한 선거 협력을 맺은 공명당·생활자 네트워크 등 고이케 지사를 지지하는 세력이 압승한다. 한편, 자민당은 민주당이 압승했던 2009년 도의원 선거의 38석을 크게 밑도는 23 석에 그치는 대참패를 겪었다. 공산당은 아베 정권과 고이케 도정에 모두 반대하는 세력의 표를 흡수하여 더욱 세력을 확대한 반면, 민진당 (민주당이 유신당 등과 합병 개명) · 일본 유신회는 "도민 퍼스트 VS 자민 '의 구도에서 관심을 받지 못하고 존재감이 묻혀 개선 전과 변함없이 1 석에 그쳤다. 민진당은 더욱더 심각했다. 7석이었던 의석 수는 2석 이 감소한 5석을 차지한다. 민주당 창당 이후 최악이었던 이전 (2013년)의 15 석을 크게 밑도는 결과로 기록된다.